# Burbo szélerőmű
A Burbo Bank szélerőmű 348 megawatt energiát termel. Anglia nyugati partjainál, az Ír-tengernél fekszik, Merseyside megyében, a Mersey folyó torkolatvidékénélnél. 2007-ben kezdte meg a működését, 2017-ben 258 megawattos bővítését valósították meg. Huszonöt turbinát építettek meg, Siemens technológiát alkalmazva. 2007 júliusában kezdett elektromos áramot termelni a létesítmény. 
Az erőmű Hans Christian Ørsted dán fizikus és vegyész nevét kapta, aki Természettudományokat tanított az egyetemen, fontos fizikai felfedezőként tartjuk számon. A huszonöt turbinát harminckettő turbinával bővítették később. Vestas szélerőmű rendszert használtak hozzá.
Jan De Nul nevéhez kötődik a beruházás, ami egy család által birtokolt cég, Luxemburgban található az egyik irodája. A Jan De Nul céget 1938-ban alapították. 2015 júniusában Van Oord részt vett az erőmű installálásban.

## Továbbiak
- Fenton szélerőmű